# Патрикий (фрегат, 1816)
Патри́кий — парусный фрегат Российского императорского флота. Относился к рангу 44-пушечных фрегатов тип «Спешный». Заложен 30 января 1814 года на Соломбальской верфи. Постройкой руководил известный корабельный мастер A. M. Курочкин. Спущен на воду 21 июня 1816 года. Вошел в состав Балтийского флота.

## Основные характеристики
- Водоизмещение — около 1950 т[1][2];
- Длина — 48,6 м[1][2];
- Ширина — 12,7 м[1][2];
- Осадка — 3,9 м[2];
- Арт. вооружение — 44 орудия (24-фунт.)[1][2]

## Служба
- В сентябре 1816 года с отрядом пришел из Архангельска в Кронштадт.
- Летом 1817 года находился в практическом плавании в Балтийском море.
- Осенью 1817 года в составе эскадры контр-адмирала А. В. Моллера вышел из Ревеля в Испанию и прибыл в Кадис.
- В 1818 году продан испанскому правительству, а экипаж на транспортах вернулся в Россию[1].
- Испанский флот переименовал ее в «Королеву Марию Изабель».
- Фрегат был застигнут врасплох и захвачен в Талькауано, Чили, 28 октября 1818 года флотилией чилийского флота, недавно сформированной и которой командовал Мануэль Бланко Энкалада, когда «Королева Мария Изабель» сопровождала транспортный конвой войск, выступавших против независимость Чили.
- Фрегат был переименован в «О’Хиггинс» в честь верховного правителя Чили, Бернардо О’Хиггинс.
- Под командованием Томас Кокрейн он участвовал в чилийской блокаде Эль-Кальяо (1819 г.), «Освободительной экспедиции Перу» Хосе де Сан-Мартина (1820 г.), взятии укрепленной площади Вальдивии (1820 г.), взятии испанский фрегат «Эсмеральда» (1820 г.), захват североамериканского брига «Уоррен» и в различных операциях на Тихом океане, таких как экспедиции в Гуаякиль (1821 г.) и Акапулько (1822 г.). В эту последнюю поездку ему угрожала опасность из-за открытия водного пути перед Никарагуа.
- В 1823 году новый верховный директор Чили Рамон Фрейре назвал ее «Марией Исабель».
- С ноября 1825 года по январь 1826 года он участвовал в экспедиции Рамона Фрейре, которая завоевала Чилоэ для Чили, разгромив один из последних остатков испанцев в Южной Америке.

## Командиры
- С. В. Завязкин (1816)[1];
- Ф. В. Кандлер (до июня 1817)[1];
- И. С. Тулубьев (с июня 1817 по 1818)[1][2].